# Скржинська Марина Володимирівна
Скржинська Марина Володимирівна (нар. 23.08.1939, Ленінград) — український вчений-античнознавець, провідний науковий співробітник Інституту археології НАН України, доктор історичних наук.

## Біографія
Марина Володимирівна донька відомої дослідниці історії Візантії та Італії Олени Скржинскої.
У 1961 році з відзнакою закінчила класичне відділення філологічного факультету Ленінградського державного університету та вступила до аспірантури.
У 1968 році Марина Володимирівна захистила дисертацію на здобуття наукового ступеня кандидата історичних наук за темою «Новелістична традиція про тиранію у Греції VII—VI ст. до н.в.» під науковим керівництвом А. В. Доватура .
Працювала викладачем давньогрецької та латинської мов у Ленінградському державному університеті та Медичному інституті (1968—1972).
Починаючи з 1972 року Скржинська мешкала у Києві. Її постійним місцем роботи став Інститут археології, відділ античної археології. Темою дослідження була історія та культура давнього населення на теренах України за скіфоантичної доби. Також Марина Володимирівна опікувалася вивченням античних писемних джерел.
Праці Скржинської дозволяють отримати нову інформацію із творів давніх авторів.
У 1992 році М. Скржинська захистила дисертацію на здобуття вченого ступеня доктора історичних наук за темою «Античные письменные источники VII—VI вв. до н.э. о Северном Причерноморье». Велику увагу вона приділяла дослідженню побуту та окремим видам ужиткового мистецтва античних міст Північного Причорномор'я.
У 1995 році М. В. Скржинська отримала стипендію у Венеціанському університеті за участь у розробці теми «Венеція і Східна Європа у давні та середні віки».
2005 року Марина Володимирівна очолила посаду старшого наукового співробітника відділу історії України середніх віків і раннього нового часу Інституту історії України НАН України.
Марина Володимирівна одружена з українським істориком, історіографом, спеціалістом з середньовічної історії України Миколою Котлярем.
Творчий доробок М. В. Скржинської налічує понад 140 наукових праць, у тому числі 5 монографій.

## Праці

### Монографії
- Скржинская, М. В. Античные письменные источники VII—IV вв. до н. э. о Северном Причерноморье: автореф. дис… д-ра ист. наук в форме науч. доклада: 07.00.09 / Скржинская Марина Владимировна ; РАН, Институт российской истории. Санкт-Петербургский филиал. — СПб., 1992. — 35 с.
- Будни и праздники Ольвии в VI—I вв. до н. э. / М. В. Скржинская. — СПб. : Алетейя, 2000. — 288 с.: ил. — (Античная библиотека. Исследования). — ISBN 5-89329-293-6
- Скифия глазами эллинов / М. В. Скржинская. — 2. изд. — СПб. : Алетейя, 2001. — 304 с. — (Серия «Антична библиотека. Исследования».). — ISBN 5-89329-108-5
- Древнегреческие праздники в Элладе и Северном Причерноморье / М. В. Скржинская ; Нац. акад. наук Украины, Ин-т истории Украины. — К. : Ин-т истории Украины Нац. акад. наук Украины, 2009. — 366 с.: ил. — ISBN 978-966-02-5041-3
- Скржинская М. В. Культурные традиции Эллады в античных государствах Северного При-черноморья. Киев: Институт истории Украины НАН Украины, 2010. 324 с.
- Под покровительством Фемиды [Архівовано 6 квітня 2016 у Wayback Machine.]

### Статті
- Енциклопедія історії України
  - Аппіан
  - Діодор Сицилійський [Архівовано 17 червня 2016 у Wayback Machine.]